# Bobby Blake
Bobby Blake (nascido Edgar Gaines, em 11 de agosto de 1957, Memphis, Tennessee) é um ex-dançarino erótico, escort, modelo e ator pornográfico de conteúdo gay, torne-se ancião em uma igreja batista.  

## Carreira
Bobby Blake cresceu no Tennessee, antes de mudar-se para Los Angeles nos anos 80 e trabalhar como dançarino erótico. A conselho de um amigo, ele foi a um clube sexual pertencente ao ator pornográfico Paul Hanson. Impressionado com o desempenho de Blake, Hanson recomendou-o aos produtores de filmes pornográficos. Em 1996, ele estrelou o seu primeiro filme, Ebony Knights.
Conhecido por ter trabalhado com os maiores nomes, lendas, veteranos como Gene Lamar  ou JC Carter, Blake apareceu em mais de cem filmes, desempenhando papéis como ativo dominador.
Bobby Blake é mais conhecido pelo seu último filme, intitulado Niggas' Revenge, no qual ele interpreta o executor de supremacistas brancos, responsável por reeducar essas "pessoas desagradáveis".  Durante as filmagens, dois atores perderam a consciência devido aos movimentos vigorosos de Bobby Blake. Ele era conhecido pelos seus músculos desenvolvidos, seu pênis de 23 cm, suas ejaculações poderosas e sua presença mandona e intimidadora.

### Ministério
Bobby Blake aposentou-se da indústria pornô em 2000 e tornou-se ancião na Tabernacle Baptist Church em Atlanta.  Em 2008, ele publicou a sua autobiografia, My Life in Porn: The Bobby Blake Story.